# Клеомброт (регент)
Клеомброт (дав.-гр. Κλεόμβροτος; помер в 479 до н. е.) — спартанський регент у 480-479 роках до н. е., брат Клеомена I, Доріея та Леоніда I, батько Павсанія і Нікомеда.

## Біографія
Спартанський цар з роду Агіадів Анаксандрід II був одружений зі своєю племінницею. Його дружина довгий час була бездітною. Згідно Геродоту, ефори порадили цареві «відпустити свою дружину» і взяти іншу, щоб не припинився царський рід. Анаксандрід відповів, що не поступить таким чином, так як не може відкинути ні в чому невинну дружину. Тоді ефори і геронти дозволили цареві стати двоєженцем. Від другої жінки в нього народився хлопчик, який згодом став царем Клеоменом I. Незабаром і перша дружина, котра раніше вважалася бездітною, народила одного за одним трьох синів.
Коли Анаксандрід помер, то стало питання про престолонаслідування. На стороні Клеомена було старшинство, в той час як Доріей вказував на те, що народився від першого і більш законного шлюбу. У кінцевому підсумку питання було вирішено на користь Клеомена. Незгідний з таким рішенням Дорией покинув Спарту
У Клеомена була одна дочка Горго, яка стала дружиною свого дядька і наступника свого батька Леоніда. Після героїчної смерті останнього під час Фермопільського битви в 480 році до н. е. царем офіційно став син Леоніда Плістарх. Однак він був ще дитиною. Тому регентом був призначений молодший брат Леоніда і син Анаксандріда II Клеомброт.
Він повів пелопоннесскую армію на Істм, де союзники вирішили тримати оборону. На військовій раді було вирішено побудувати стіну поперек Істму, щоб перешкодити просуванню персів на Пелопоннес. Така тактика залишала Аттику незахищеною. Воїни почали будувати стіну. У той же час союзний грецький флот здобув перемогу при Саламіні. Незабаром пелопонеське військо на Істмі було розпущено. Клеомброт незабаром після прибуття додому помер, і регентство перейшло до його сина Павсанія. У Фукідіда є згадки про іншого сина Клеомброта, Нікомеда, котрий під час Малої Пелопоннеської війни був регентом при своєму племіннику Плістоанакті і командував спартанської армією. Ім'я дружини, Алкафоя, відоме із схолій до Арістофана.